# Willem Ormea
Willem Ormea (1611 Utrecht – 4. července 1673 Utrecht) byl holandský malíř Zlatého věku známý svými zátišími s rybami a jinými mořskými tvory.

## Život a dílo
Narodil se v Utrechtu malíři Marcusovi Ormeovi a Johanně van Gladbeckové. Malbu studoval u svého otce, a byl členem utrechtského Cechu svatého Lukáše. Umělecky činný byl v období let 1634 až 1673, a do 21. století se dochovala jeho díla z let 1634–1658. V roce 1667 měl utrpět bankrot. Byl dvakrát ženatý: 2. září 1643 se v Utrechtu oženil s Johannou Aerts van Weyenovou a druhé manželství uzavřel 9. června 1660 s Johannou van den Bogertovou; jeho syn Marcus Ormea (asi 1644 – cca 1692) byl obchodníkem s vínem.
Ormea maloval zátiší se zvířaty (především rybami), které dokázal zobrazovat s podivuhodnou anatomickou přesností, a také obrazy s námořní tematikou. Motiv ryb mohl mít náboženský podtext, zároveň se v něm odrážela hospodářská významnost nizozemského rybolovu a hrdost na nizozemskou rybářskou flotilu.
Willem Ormea spolupracoval s Adamem Willaertsem i jeho syny – on sám maloval ulovené ryby a jiné mořské tvory ležící na pláži, zatímco jeho spolupracovníci se zabývali namalováním mořské krajiny s loděmi v pozadí. Byl učitelem Jacoba Gilliga, dalšího malíře rybích zátiší, a měl vliv na dílo J. B. Wijtvelta.

## Galerie
- Zátiší s rybami
- Rybí zátiší na břehu
- Želvy na břehu moře
- Zátiší s košem platýsů, treskou a dalšími rybami, s krabem a mušlemi na pláži
- Willem Ormea a Adam Willaerts: Zátiší s rybami na pláži